# Parafia Najświętszej Maryi Panny Królowej Apostołów w Ełku
Parafia Najświętszej Maryi Panny Królowej Apostołów w Ełku – rzymskokatolicka parafia w Ełku, należąca do archidiecezji warmińskiej, diecezji ełckiej, dekanatu Ełk – Miłosierdzia Bożego.
30 września 1991 urząd miasta wydał zgodę na budowę kaplicy, którą konsekrował 26 grudnia 1991 roku bp Józef Wysocki. Otrzymała wezwanie Najświętszej Maryi Panny Królowej Apostołów. Teren obejmujący zasięg parafii to osiedle Północ II, z którego 5 tysięcy mieszkańców deklaruje katolicyzm. Świątynia znajduje się na ulicy Grodzieńskiej 6.